# 김수화
김수화(金秀和, 1986년 1월 12일 ~ )는 전 KBO 리그 넥센 히어로즈의 투수이다.

## 선수 시절
2004년 고교야구 시절(순천효천고등학교)에 의한 부상의 혹사로  1군에는 오르지 못하고 2군에서 활동하다가 2005년 1군에 처음 올라왔으나  2010년 7월 20일, 롯데 자이언츠와 넥센 구단 간 2:1로 트레이드되어 넥센 히어로즈로 이적하였다.
이적 후, 1군에 올라오지 못하고 임의탈퇴되었다.

## 출신 학교
- 순천북초등학교
- 순천이수중학교
- 순천효천고등학교
- 영남사이버대학교